# 김장현 (야구인)
김장현(金杖炫 1978년 10월 16일 ~ )은 전 KBO 리그 롯데 자이언츠의 투수였다. 신일고등학교 시절 화랑대기 준우승,황금사자기 전국대회를 우승으로 이끌었다. 연세대학교를 졸업하고 (대학 최다승 8승) 2001년 롯데 자이언츠에 입단했다. 2001년 기대주로 중간계투와 선발을 오가며 등판 2002년 현대전 개막전 선발투수를 하며 팀에 주축선수가 되었다. 2003년에는 백인천 감독에게 신뢰를 받아 전반기 선발투수로 활약했으나 후반기에 중간계투로 보직 변경되었다. 그해 10월 이대호 ,신명철, 임경완 등과 함께 미국 플로리다 교육리그 참가. 2004년 데뷔 첫 풀 타임 선발 투수로 등판, 1군 25경기 4승 11패를 기록하며 가능성을 보였으나 그 해 9월
공익근무요원으로 2년 8개월 복무를 마치고 2007년 10월 일본 지바 롯데마린스 마무리캠프에 합류 훈련후 팀에 복귀, 2008년 사이판 스프링캠프에 참가, 1군 무대에 오르지 못하고 2군 선발투수로 시즌을 마쳤다. 2009년 전반기 2군에서 선발투수로 1군 복귀 가능성을 보여주었으나 팔꿈치 부상으로 재활군에서 재활훈련을 하다가 그해 7월 21일 양성제와 함께 웨이버 공시되었다.

## 출신학교
- 서울둔촌초등학교
- 신일중학교
- 신일고등학교
- 연세대학교

## 등번호
- 50 (2001~2004)
- 26 (2008~2009)